# Alice Hallgarten Franchetti
Alice Hallgarten Franchetti (New York, 1874 – Leysin, 1911) è stata una filantropa e pedagogista statunitense naturalizzata italiana.

## Biografia
Alice Hallgarten, ebrea di origine americana, nacque a New York nel 1874.
Dopo aver trascorso alcuni anni in Germania, si trasferì a Roma, dove svolse attività assistenziali nel quartiere di San Lorenzo. Qui conobbe il barone Leopoldo Franchetti, che sposò nel 1900 e con il quale si dedicò ad iniziative di carattere sociale a favore delle classi più povere.
Nel 1901 fondò la Scuola della Montesca, istituita all'interno della omonima villa e, successivamente, la Scuola di Rovigliano, entrambe aperte gratuitamente ai figli dei contadini fino alla sesta classe. Lo scopo era quello di fornire una formazione di base attraverso lezioni pratiche che fossero utili nella vita quotidiana.
I progetti didattici furono ideati in prima persona dalla stessa baronessa Franchetti e poi potenziati con l'aiuto di importanti personalità operanti nel campo della moderna pedagogia, come l’istitutrice inglese Lucy Latter. Nel 1907, i coniugi Franchetti contribuirono all'apertura della prima Casa dei bimbi a Roma e, dopo aver conosciuto personalmente la pedagogista marchigiana Maria Montessori in casa della scrittrice Sibilla Aleramo, decisero di sostenerla concretamente invitandola a soggiornare presso villa Montesca nell'estate del 1909. Sollecitata dai Franchetti la Montessori mise per iscritto quella che poi sarebbe divenuta la prima edizione del suo celebre Metodo, dedicando l'opera ai due coniugi. Nello stesso periodo tenne anche il primo corso di formazione per maestre sul metodo Montessori presso Palazzo Alberti-Tomassini, sede del laboratorio della Tela Umbra a Città di Castello. In seguito a questo corso, la baronessa Franchetti inaugurò una "Casa dei Bambini" presso villa Montesca.
Grazie all'intermediazione di Alice, Romeyne Robert Ranieri di Sorbello ebbe modo di incontrare sia la Montessori che l’istitutrice Felicitas Buchner presso Villa Wolkonsky a Roma nel 1909. Il metodo montessoriano fu adottato inizialmente per volontà della marchesa Romeyne direttamente sui suoi tre figli Gian Antonio, Uguccione e Lodovico Ranieri di Sorbello, e in particolar modo i primi due funsero letteralmente da cavie per testare i materiali montessoriani in sperimentazione alla Villa Montesca nell'estate del 1909. Il Metodo fu poi applicato tra l'estate e l'autunno del 1909 alla didattica della scuola elementare rurale del Pischiello in Umbria, fondata dalla stessa marchesa Ranieri di Sorbello. Lo stretto rapporto collaborativo qui evidenziato tra Alice Franchetti, Romeyne Ranieri di Sorbello e Maria Montessori per la nascita delle prime scuole elementari con classi montessoriane in Umbria erano aspetti finora poco noti.
Nel 1908 la baronessa Alice fondò anche il Laboratorio Tela Umbra, che faceva parte di un più ampio progetto avente come obiettivo il miglioramento del livello di vita nelle campagne attraverso processi di progressiva emancipazione con l'istruzione e la qualificazione del lavoro.
Alice Hallgarten Franchetti morì di tubercolosi nel 1911 a Leysin, in Svizzera.
Oggi la sua opera prosegue grazie alla Fondazione Hallgarten-Franchetti, Centro Studi Villa Montesca, che realizza attività di ricerca ed azione educativa. 

## Archivio
Il fondo di Alice Hallgarten è stato depositato nel 1998 presso la collezione tessile Tela umbra di Città di Castello da Malwida Montemaggi Marchetti, figlia di Maria Pasqui Marchetti, stretta collaboratrice di Alice Hallgarten Franchetti. Tale deposito è stato confermato nel 2005 dai figli di Malwida Montemaggi Marchetti, Maria Grazia e Giandomenico. La documentazione è costituita da 356 lettere originali indirizzate da Alice Hallgarten Franchetti a Maria Pasqui Marchetti e da una lettera, in copia, del barone Franchetti. L'epistolario testimonia i rapporti tra la baronessa e la sua collaboratrice di fiducia Maria Pasqui Marchetti, che si occupò della gestione delle scuole rurali di Montesca e Rovigliano e del Laboratorio Tela Umbra. Presso la Fondazione Hallgarten-Franchetti si trova l'archivio delle scuole rurali, che contiene disegni, lettere, programmi didattici e materiali delle scuole oltre alla prima edizione del Metodo Montessori.